# Distrito de Achoma
El distrito de Achoma es uno de los veinte distritos que conforman la provincia de Caylloma en el departamento de Arequipa, bajo la administración del Gobierno regional de Arequipa, en el sur del Perú.
Desde el punto de vista jerárquico de la Iglesia católica forma parte de la Arquidiócesis de Arequipa.

## Geografía

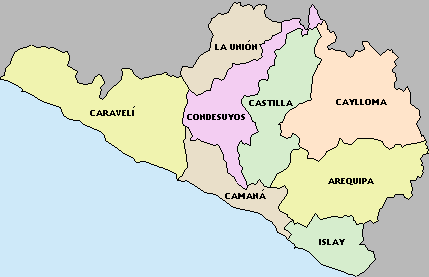
Provincias de Arequipa.

El distrito de Achoma es uno de los diecinueve distritos que conforman la provincia de Caylloma en el Departamento de Arequipa, perteneciente a la Región Arequipa. Achoma, geográficamente se localiza en las coordenadas 15° 39" 39" Sur, 71° 42' 3" Oeste; es un pueblo enclavado en el Cañón del Colca en la Provincia de Caylloma. A la margen izquierda del río Colca a una altitud de 3,350 m.s.n.m.
Achoma se encuentra a 3,350 m s. n. m. y debido a estar ubicado a esa altitud presenta un clima variado entre frío y templado durante todo el año. La temperatura máxima es de reportada entre los meses de diciembre a marzo y una mínima promedio de  en invierno durante los meses de mayo a julio, presentándose heladas.

## Economía
Cultivos de productos agrícolas como la papa, las habas y la arverja.

## Autoridades

### Municipales
- 2023 - 2026[3]
  - Alcalde: RENZO JULIO PACO OSCA
  - Regidores:

  1. DELIA JESUSA SAMAYANI GOMEZ
  2. JUSTO GERMAN OCSA SORIA
  3. ANA LUZ SUPO HUANCA
  4. LADY DIANA MAMANI CUTIPA

Alcaldes anteriores
- 2011-2014 : Juan Eloy Condori Taco, del Movimiento Alianza por Arequipa (AxA).
- 2007-2010: Juan Eloy Condori Taco.
- 1998-2001: Jesús Mesías Mamani Medina

## Festividades
- Virgen de Belén.
- San Isidro Labrador.
- Virgen del Carmen.
- Virgen de Chapi.
- San Antonio de Padua.